# Consacrazione di san Luigi Gonzaga come patrono della gioventù
La Consacrazione di san Luigi Gonzaga come patrono della gioventù è un dipinto a olio su tela (127x88 cm) realizzato da Francisco Goya, databile al 1763 e conservato nel Museo di Saragozza a Saragozza.

## Storia
È il risultato di una commissione della chiesa gesuita di Santa María del Pilar di Calatayud, ora conosciuta come San Juan el Real. Dopo che i gesuiti furono espulsi dalla Spagna nel 1767, il dipinto andò al santuario della Vergine di Jaraba, dove fu riscoperto nel 1985.

## Descrizione
Mostra san Luigi Gonzaga consacrato come patrono dei giovani da papa Benedetto XIII, che insegnò ai giovani italiani a prendere il santo come loro esempio, come indicato dalle parole latine sul fumetto del papa "Inspice, FAC ET secundum EXEMPLAR " (Guarda e segui il suo esempio). Il papa indica il santo, che appare in gloria in abiti gesuiti tra gli angeli e recante un mazzo di gigli, alludendo alla sua purezza.
Goya fu probabilmente influenzato dal suo tutore José Luzán. Il dipinto è in linea con la scuola rococò italiana e dove si vede nella mancanza di abilità nel disegno di alcuni personaggi.